# Вселенная Венома
«Вселенная Венома» (англ. Venomverse) — ограниченная серия комиксов 2017 года с Веномом в главной роли. Написана Калленом Банном и нарисована Ибаном Коэльо.

## Синопсис
После битвы с Джеком О’Лантерном Веном внезапно исчезает и появляется в альтернативном измерении, куда его телепортировал местный Доктор Стрэндж. Маг вербует его для продолжающейся войны между Веномами и Ядами.

## Выпуски
| № | Дата выхода      | Оценка на Comic Book Resources  | Предполагаемый объём продаж (первый месяц) |
| - | ---------------- | ------------------------------- | ------------------------------------------ |
| 1 | 6 сентября 2017  | 7,3 из 10 на основе 10 рецензий | 105 398, позиция в Северной Америке — 3    |
| 2 | 13 сентября 2017 | 6,2 из 10 на основе 3 рецензий  | 57 279, позиция в Северной Америке — 20    |
| 3 | 20 сентября 2017 | 6,4 из 10 на основе 4 рецензий  | 55 111, позиция в Северной Америке — 22    |
| 4 | 27 сентября 2017 | 6,2 из 10 на основе 4 рецензий  | 53 945, позиция в Северной Америке — 23    |
| 5 | 4 октября 2017   | 5,7 из 10 на основе 4 рецензий  | 49 258, позиция в Северной Америке — 38    |

## Отзывы
На сайте Comic Book Roundup серия имеет оценку 6,4 из 10 на оснвое 25 рецензий. Джесс Шедин из IGN в основном ставил средние оценки серии комиксов. Самую низкую он поставил первому выпуску (4,8 из 10), а самую высокую — четвёртому выпуску (6,5 из 10).